# 築地町 (高松市)
築地町（つきじちょう）は、香川県高松市中心部の町丁。郵便番号は760-0061。住居表示に関する法律に基づく住居表示は実施されていない。

## 地理
高松市役所より0.9km、高松市中心部の都心に位置し、北は市道二番町築地線（美術館通りの延長線上にある通り）、東は杣場川、南は国道11号によって区切られ、西はことでん志度線の鉄道敷及び塩屋町の県道160号高松港栗林公園線に面した建物の裏手にあたる正方形をした町である。町内は基本的に事務所、工場、住宅が混在しているが、南部の国道11号沿いには旧築地小学校跡や高層マンションが立地しているほか、市道二番町築地線や市道東浜港多賀線沿いには商店や事務所の入ったビル、杣場川沿いには町工場が立地する傾向にある。それらの内側に当たる当町中央部は戸建ての民家が並ぶ閑静な住宅街であるが、6つの寺院が町域の多くを占めている。町内に鉄道駅は存在しないが、当町東の町境にはことでん志度線今橋駅がある。
2020年国勢調査による人口は654人（男317人/女337人）、世帯数は399世帯、面積は8万2993.806m2、人口密度は7880.11人/km2。公立小学校・中学校の校区は全域が高松第一小学校・中学校（小中一貫）に属している。
町内における都市計画法に基づく用途地域は市道東浜楠上町線以東が容積率300%、建ぺい率80%の近隣商業地域、以西は国道11号沿いが容積率500%、それ以外が400%の商業地域である。
当町東部の杣場川と並行する市道東浜港多賀線は、内町の常磐橋を起点とした高松五街道の一つ旧志度街道の一部である。旧志度街道・長尾街道は常磐橋（現丸亀町ドーム）から片原町を東進し、通町で旧長尾街道が分岐した後、旧志度街道はさらに東進して新橋西交差点で南進し当町に至る。当町からは今橋で市道東浜港多賀線とは離れて南東に下り、千代橋で御坊川を渡った後に東進し、詰田川の手前でクランク状に一旦南進して現代の志度街道（県道155号牟礼中新線、旧国道11号）と合流した後に東進し志度へ至る。
北で末広町、東で松福町、松島町、南で塩上町、西で塩屋町に隣接している。

## 歴史
元文5年（1740年頃）の高松城下絵図には当町のうち杣場川沿いの部分を「築地」としており、当時はこの地から瓦焼（南瓦町→現常磐町・観光通）や花園（花園町）にかけての一帯までは香川郡東浜村の一部であった。その後時代は下り、天保元年（1830年）に高松城城下町の1町となる。その時の政要録に「天保元寅年二月、築地を改めて築地町とす」とあり以降は城下町としての高松の一部となったが、当初は建物もまばらで、塩屋町との町境付近に深妙寺、現在地に一成院、北東部に丸池があるほかは低湿地で、田畑が点在していた。
町内にあった旧築地小学校（後の市立築地小学校とは無関係）は、1873年（明治6年）に創立されたが、翌年に一旦廃止され、さらに翌1875年（明治8年）に再度設立されたものの結局翌年に廃校となっている。1878年（明治11年）に郡区町村編制法が施行されると、当町には「築地町外七ヵ町役場」として戸長役場が置かれた。1890年（明治23年）2月15日にはそれまでの高松城下に市制を適用して高松市が成立し、築地町もその一部となった。1910年（明治43年）には日本キリスト教高松東教会の宣教師エレクソン・ハッセルの支援を受け、大島青松園の初代事務長だった宮内岩太郎牧師が築地伝導所を開設している。その頃大正時代には木ノ内という細道に異人屋敷があった。
1909年（明治42年）2月8日、当町に南接する香川郡東浜村大字東浜塩上の部分（1964年以降は当町の一部）に、高松市立築地小学校の前身となる築地尋常小学校が開校する。その後1919年（大正8年）には市内で最初の野球チームが結成され、1926年（大正15年）7月1日には四番丁と共に市内では唯一の青年訓練所設置、1933年（昭和8年）には力士の神風を招いて土俵開きが行われている。
1916年（大正5年）には高野山東之坊を遷座して高野山讃岐別院が当町に建立され、四国八十八箇所番外札所として信仰を集めたことにより、付近ではお遍路用具を扱う店舗が並び、番外札所であるにもかかわらずさながら札所寺の門前町のような佇まいであった。大正から昭和にかけてのこの時代は高松においても工業化が進み、当町付近でも多くの企業・工場が立地した結果、杣場川では今橋付近まで頻繁に小回り船が出入りし岸に荷揚げ・荷積みを行う光景が見られ、この光景は戦後も杣場川の埋め立て（暗渠化）まで見られた。
1945年（昭和20年）7月4日未明、高松空襲によって町域の96%を焼失した。町内の主な寺院では一成院、慧信寺、高野山讃岐別院、深妙寺、萬行寺、妙朝寺が焼失している。1948年（昭和23年）4月6日、当町の校区が築地小学校から新塩屋町小学校へ移管されたが、復興により1955年（昭和30年）4月6日には築地小学校区へ再帰した。空襲で壊滅的な被害を受けた高松市中心部では大部分で土地区画整理事業（戦災復興土地区画整理事業）が施行され、築地町でも第一工区二次として区画整理の対象となり、町内の多くの街路が拡張・改良された。この区画整理事業の完工となる換地処分公告は1964年（昭和39年）1月25日である。その翌日付で地番整理が施行されたことにより、一部が末広町へ編入され、同時に塩上町の一部を編入した。これによってそれまで当町はもとより旧城下町の範囲外でもあった、ことでん志度線鉄道敷以南及びそこから西に延びる市道築地町3号線以南が当町に編入され、塩上町に所在していた築地小学校の住所が築地町となる。1959年（昭和34年）9月20日、町内の西松食卓にて製造工場2棟649m2が全焼。
1990年（平成2年）3月31日、暗渠化された杣場川の上部に市立公園の杣場川緑道が整備された。

### 人口推移
- 1995年：総数891人（男416人/女475人）、427世帯[23]
- 2000年：総数845人（男394人/女451人）、424世帯[24]
- 2005年：総数773人（男369人/女404人）、438世帯[25]
- 2010年：総数698人（男348人/女350人）、419世帯[26]
- 2015年：総数747人（男347人/女400人）、421世帯[27]
- 2020年：総数654人（男317人/女337人）、399世帯[1]

## 主要施設
掲載順は地番の順序による
- 萬行寺（1番地3）
- 慧信寺（1番地18）

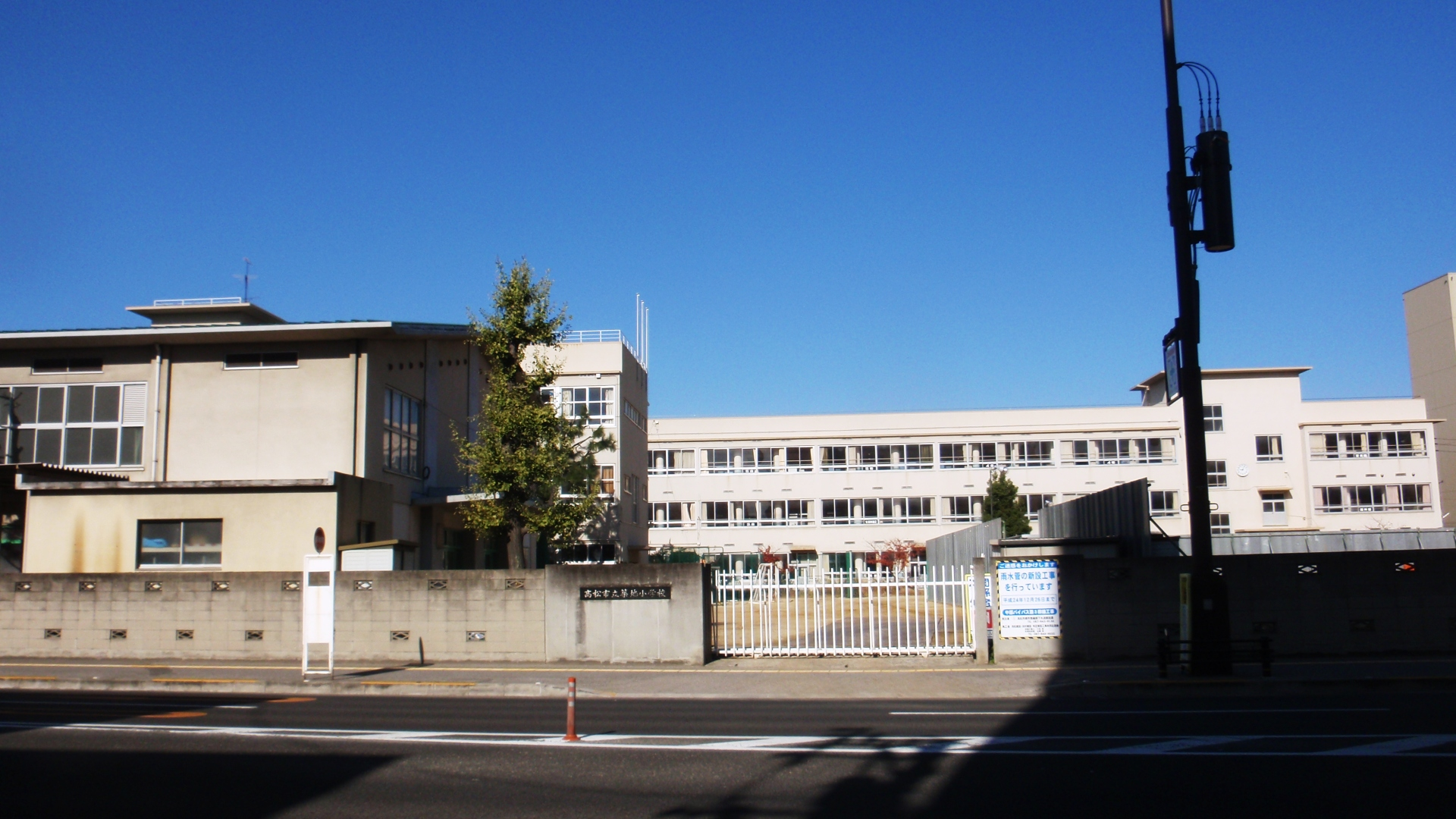
高松市立築地小学校跡

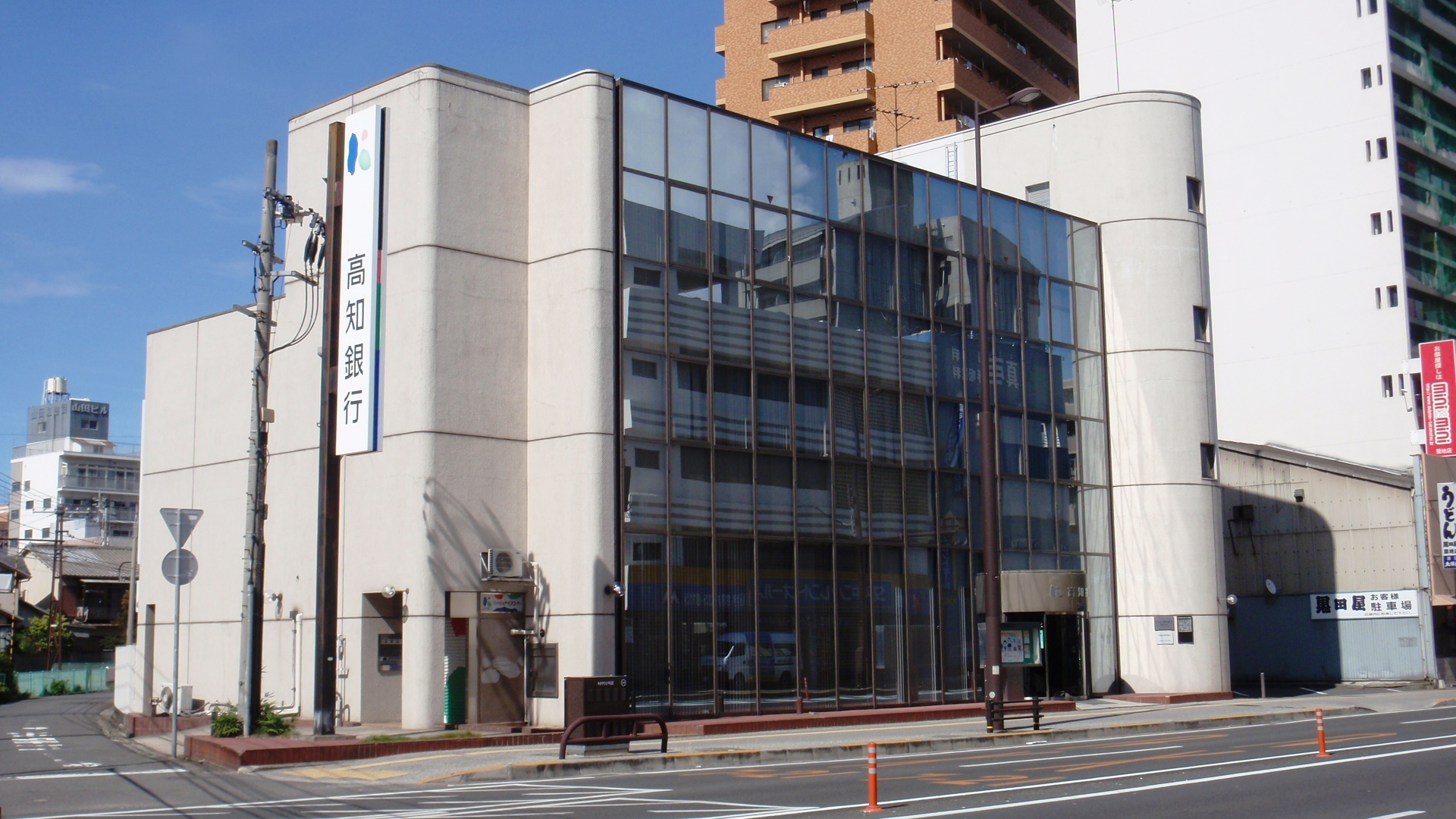
高知銀行高松支店

- 築地レジデンス（1番地22） - 1973年6月～
- 高松溶材社（2番地3）
- アムロン本社ビル（2番地5[注釈 1]） - 2014年7月14日[28]～
- ミニストップ高松築地町店（2番地8）
- 高松市杣場川緑道（3番地先） - 1990年3月31日～
- 谷沢第2ビル（3番地9）
- 一成院（4番地1） - 享保年間（1716年～1736年）～[29]
- 妙朝寺（4番地3） - 慶長元年（1596年）～[30]
- 大本寺（4番地4） - 戦災～[注釈 2]
- メゾン築地（4番地5） - 1982年1月～
- 湖崎歯科クリニック（5番地1）
- 第2築地レジデンス（5番地2） - 1981年12月～
- 高野山讃岐別院（7番地1） - 1916年5月31日～[33]
- 深妙寺（9番地付近） - ～戦災[注釈 3]
- 朝日プラザ 高松エルグ（9番地1） - 1991年7月～
- 山田ビル（9番地13）
- 大川原染色本舗（9番地21）
- 松屋玩具（10番地4）
- 建通新聞社四国支社（13番地5）
- 高松市立築地小学校（14番地1） - 1909年2月8日[12]～2010年3月31日[注釈 4]
- 高松市築地コミュニティセンター（14番地1） - 2012年9月1日～[34][注釈 5]
- アルファライフ築地（14番地10） - 2009年2月～
- ダイアパレス築地（16番地10） - 1990年10月～
- ジャトー四国営業所（16番地14）
- 高知銀行高松支店（16番地17） - 1962年9月10日[35]～